# Озолс, Вольдемар
Вольдемар Ансович О́золс (латыш. Ozols Voldemārs Anša dēls, 5 (17) октября 1884, Выдрея, Витебская губерния — 5 июня 1949, Пиебалга, Латвийская ССР, СССР) — кадровый офицер Русской императорской армии, латвийский общественный и военный деятель, подполковник РИА (1917), Георгиевский кавалер (1917), генерал интербригад в Испании (1936), глава нелегальной резидентуры ГРУ ГШ во Франции (1940—1945).

## Начало жизненного пути
Родился 5/17 октября 1884 года в семье крестьян в латышской колонии Выдрея Витебской губернии, куда родители переехали из Пиебалги Лифляндской губернии после 1882 года. Отец Вольдемара, Ансис Озолс, был участником Русско-Турецкой войны 1877-78 годов. Осенью 1895 года семья переехала в Ригу, где отец нашёл место токаря на Русско-Балтийском вагонном заводе. В Риге В. Озолс учится в школе и работает подсобником на стройках и в литейном цехе.
В школе он принимал активное участие в создании Клуба спорта и просвещения, входившего в состав латышского молодёжного движения «Аусеклис». В 1902 году окончил 4-х классное Рижское городское училище императрицы Екатерины II.
Продолжая совмещать работу с учёбой, сдал специальные железнодорожные экзамены и занял должность помощника начальника станции «Александровские ворота» в Риге. В 1903 году вступает в Латвийскую социал-демократическую рабочую партию. Тем не менее, В. Озолс в итоге выбирает военную стезю.

## Вступление на службу в РИА
01.09.1904 г. поступает в Виленское пехотное юнкерское училище, тем самым начиная службу в РИА и заканчивает его по 1-му разряду подпоручиком (ст. 02.08.1907) и направляется для прохождения службы в 8-й гренадерский Московский великого герцога Мекленбург-Шверинского Фридриха полк в Твери.
На 1 января 1909 г. — подпоручик, в следующем году — поручик (ст. 24.03.1910) того же полка, а ещё через год — в 1911 году — поступает в Николаевскую военную академию в Санкт-Петербурге, полный курс (2 стандартных годичных класса + дополнительный одногодичный курс) которой оканчивает 15 мая 1914 года по 1-му разряду (имя на доске отличников в фойе академии) и причисляется к Генеральному штабу. За отличную учёбу он получает первую воинскую награду — орден Св. Станислава III степени (08.05.1914).
Для продолжения службы назначен в штаб Кавказского военного округа в Тифлисе (Приказом по генштабу № 12 за 1914 год прикомандирован к штабу Кавказского ВО для испытания). Штабс-капитан (ст. 24.03.1914).

## Участие в Первой мировой войне
С началом Первой мировой войны в соответствии со своим назначением В. Озолс являлся уполномоченным правительства на турецком фронте, руководил формированием армянских национальных воинских подразделений и вместе со сформированными восемью полками участвовал в Ван-Дильманской операции, которая окончилась 5 мая 1915 года освобождением от турецкого ига старой армянской столицы Ваны. Эта операция спасла армянское население этого региона от турецкого геноцида.
Планировал и руководил операциями армянских дружин при Саракамыше (11.1914.), Тапаризе, Баязете, Бегри-Кала, Латвадзадзины.
5 апреля 1915 г. разведывательный русский отряд и армянские добровольцы под командованием русского офицера Озола и командира армянских добровольцев Хечо вошли в Ван, а на следующей день в городе уже были передовые войсковые части Кавказского фронта под командованием генерала Николаева и армянские добровольческие дружины под командованием Вардана, Кери, Дро и Амазаспа.
Он внёс свой вклад и в разработку (как оперативный работник штаба Верховного главнокомандующего на Кавказском фронте) и последовавшее затем успешное осуществление Эрзурумской операции, в ходе которой Кавказская армия генерала Юденича продвинулись вглубь территории Турции на 150 км, была полностью разгромлена турецкая 3-я армия и 16.02.1916 г. взят Эрзурум.
Позже в Ереване за вклад В.Озолса в освобождение армянского народа от турецкого ига, и за вклад создании армянской национальной армии установили памятник в его честь.
Потом его откомандовали на Западный фронт. Какое-то время он служит в штабе 4-й Туркестанской стрелковой бригады, а с 01.11.1915 г. В. Озолс — ст. адъютант штаба (начальник штаба) 55-й пехотной дивизии, действующей в районе будущей польско-белорусской границы. На данной должности был награждён орденом Святого Станислава 2-й степени с мечами. К этому времени уже полным ходом шло формирование первых латышских национальных воинских подразделений — 9 стрелковых батальонов. Узнав об этом, он добивается перевода и 19.02.1916 г. становится командиром роты в 5-м Земгальском и, затем, в 8-м Вольмарском (Валмиерском) латышских стрелковых батальонах.
Кроме того, принимает активное участие в дальнейшем формировании латышских частей. В сентябре 1916 года назначается ст. адъютантом штаба (начальником штаба) 2-й Латышской стрелковой бригады, на протяжении всего года участвуя во всех боях бригады. Осенью 1916 года участвует в подготовке и разработке плана Митавской операции, вошедшей в латвийскую историю под названием «Рождественские бои 1916—1917 годов», в ходе которых отличается личным мужеством и организационными качествами, представлен к награде и повышению в звании.
«Приказом XII армии от 13 февраля сего года за №161 пожалован Орденом Св. Георгия 4-й степени Генерального Штаба старший адъютант штаба вверенной мне бригады Штабс-Капитан ОЗОЛС за то, что в боях с 23 по 25 декабря 1916 года за овладение Бабитским языком [название дюны в районе боевых действий] самоотверженно и под действительным огнём противника произвел ряд боевых рекогносцировок, на основании коих был составлен план атаки 25 декабря, закончившийся блестящим успехом.
Когда вверенная мне бригада прорвала проволочные заграждения противника и ворвалась в расположение его западнее лес Мангель, Штабс-Капитан ОЗОЛС лично обрекогнесцировал в тылу окопа местность в направлении к югу и, выяснив, что прорыв необходимо прикрыть на юго-востоке, он лично провел в прорыв и поставил на место батальон 10 Сибирского стрелкового полка, что впоследствии, как оказалось, обеспечило бригаду латышей от окружения, так как противник повел ряд атак именно на этот батальон. 25 декабря, когда решено было атаковать расположение противника на фронт Битинь-Лединг, Штабс-Капитан ОЗОЛС ночью, на совершенно незнакомой местности, провел лично 53 Сибирский стрелковый полк в узкий прорыв и пройдя с полком по мало промерзшему болоту около 5 верст под перекрестным огнём противника, поставил этот полк в исходное положение и правильно нацелил его на указанный ему фронт.
Впоследствии он провел и 3-й латышский Курземский стрелковый полк, который двинут был для прикрытия правого фланга 53 полка. Штабс-Капитан ОЗОЛС проявил мужество, неустрашимость, знание местности и отличную ориентировку, что способствовало успеху всей операции по овладению языком. 
Командующий 2-й латышской стрелковой бригадой Полковник Аузан»
Переведен (возвращен) в ген. штаб с назначением ст. адъютантом штаба 2-й Латышской стрелковой бригады (после 03.01.1917), в должности — до 09.1917.
В январе 1917 года в ходе немецкого контрнаступления в районе Пулеметной горки попадает под воздействие боевых газов.
Капитан ГШ (ВП от 02.04.1917, ст. 24.03.1915). В течение Первой мировой войны Волдемарс Озолс получил максимальное число боевых орденов среди всех выпускников Виленского юнкерского училища.
После февральской революции 29.03.1917 г. В. Озолс избран первым председателем Объединённого Совета депутатов латышских стрелковых полков — Исполнительного комитета I съезда латышских стрелков (Исколастрел). В мае 1917 года на II съезде, когда большевики получают большинство, его переизбирают на этот пост, и он остается на нём до июня 1917 года (как сам пишет: чтобы не допустить противостояния стрелков и офицеров). Ушел с этого поста, сдав дела одному из будущих руководителей Разведупра РККА Оскару Стигге (последний впоследствии сыграет заметную роль в дальнейшей судьбе В. Озолса). Уйдя из Исколастрела, вернулся в штаб 12-й армии.
23 августа 1917 года германские войска захватили Ригу и попытались развить наступление, с целью окружить XII армию и открыть себе путь к Пскову и на Петроград. Ценою героических усилий латышские стрелковые бригады остановили немецкое наступление в 40-50 километрах северо-восточнее Риги, дали возможность войскам всей XII армии выйти из назревавшего окружения. Но в ходе этих боев В. Озолс был тяжело ранен и попал в госпиталь. Выздоровление шло тяжело и затянулось вплоть до ноября 1918 года. В. Озолс продолжал принимать участие в штабной работе, о чём могут свидетельствовать данные о его назначении в сентябре 1917 года в штаб XII армии и следующая телеграмма:
«30 XI 11:40 Ставка Верховному Главнокомандующему Прапорщику Крыленко.

В начале октября подан был проект сведения латышских полков в корпус точка Разрешение последовало точка Но до сих пор нет приказа о том чтобы приступить к формированию согласно поданному проекту подписанному капитаном Генерального штаба Озолс точка Прошу отдать приказ о немедленном формировании латышского корпуса так как в настоящее время более чем когда бы то не было является необходимым возможно скорее создать такую революционно боевую единицу точка №0929 командующий 2 Латышской стрелковой бригадой Полковник Вациетис».
Последний офицерский чин в русской армии — подполковник ГШ, должность — адъютант штаба XII армии. Латышская стрелковая дивизия все-таки была создана, но уже в рамках РККА и сыграла огромную роль в Гражданской войне в России.
- Фото 1. В. А. Озолс в форме РИА. (Attēls:Ozols Voldemars.jpg). Архивная копия от 3 апреля 2015 на Wayback Machine
- Фото 2. В. А. Озолс в форме РИА. Архивная копия от 3 декабря 2014 на Wayback Machine

## Участие в борьбе за независимость стран Балтии
Неоднократно обращался к Временному правительству России с проектом реформировать латышских стрелков, очищая их ряды от политизированных элементов, чтобы создать боеспособный и надежный корпус. Сам предлагал за линией фронта в Латгалии организовать полк партизан. Но когда проект был подтвержден, Октябрьская революция все свела на нет. После своей демобилизации из армии в конце октября 1917 года В. Озолс проживал в России, продолжая лечение. Не участвовал ни в одном политическом движении.
В декабре 1918 года с подачи старых коллег по Исколастрелу (занявших к тому времени ключевые посты в большевистской разведке и контрразведке) он направляется из Петрограда в Латвию с целью организации партизанского движения против немцев. После перехода линии фронта Озолс 29 декабря приехал в Ригу и сразу подал заявление Временному правительству Латвии о желании служить в её вооруженных силах, но ответ не получил. Опять ту же просьбу он подал в Митаве 2 января через старого знакомого капитана Пленснера, и в тот же день с этой просьбой просил аудиенцию у министра Залитиса — ответ был отрицательный.
6 января в Либаве на железнодорожном вокзале, куда Озолс приехал вслед за правительством, его арестовали (вместе с ним и брата Петериса и ещё одного офицера Николая Тетерманиса), но после допроса 7 января освободили. Озолс решил, что в новой Латвии он не нужен и начал готовить документы для отъезда из страны, но 13 января опять был арестован. Все обвинения просмотрела комиссия под руководством и. о. начальника генштаба Латвийских вооруженных сил капитана Пленснера, и признала, что все обвинения, которые против Озолса выдвинул штабс-капитан Алкснис, не имеют малейших доказательств и решила подполковника освободить и позволить ему покинуть Латвию.
На первом же уходящем из порта судне В. Озолс поехал в Эстонию, где, используя личные связи с главнокомандующим эстонской армии, своим однокашником по Виленскому училищу И. Лайдонером, 19.12.1918. вступает в ряды эстонской армии (НШ 2-й пехотной дивизии в Тарту). Он является одним из инициаторов заключения военного союза между Эстонией и Латвией в условиях новой немецкой угрозы. Назначается начальником штаба объединённой группы латвийских и эстонских сил (т. н. «Алуксненская группа»). 01.07-10.10.1919 принимает непосредственное участие в войне за независимость Эстонии, по окончании которой в ранге одного из непосредственных победителей фон дер Гольца возвращается в Латвию.
В. Озолс планирует и руководит всеми боями в Лифляндии с большевиками, ландесвером и Железной дивизией. После сражения под Цесисом, возвращается в Эстонию (из-за конфликта с Й. Земитаном, командиром Северо-латвийской бригады, которого он публично назвал интриганом, выскочкой и дилетантом). Как офицер Эстонской армии, Озолс был послан к своему старому командиру со времен Кавказа Н. Н. Юденичу в Северо-Западную армию в чине начальника штаба в отряд Булак-Балаховича, где служил до начала октября 1919 года, когда его вновь призывают на спасение Риги уже от Бермондта. Он назначается начальником оперативного отдела Генерального штаба латвийской армии, выработал планы главных боевых операций и руководил ими. В частности, он разработал план окружения Железной дивизии в районе станции Торнякалнс на левом берегу Даугавы, из которого немцы смогли вырваться только благодаря срочно переброшенному из Восточной Пруссии полку, прорвавшему кольцо блокады. За участие в борьбе за независимость Латвии Озолс в 1921 году был награждён орденом Лачплесиса III степени.
После ликвидации угрозы вернулся в Эстонию, где был демобилизован 18 мая 1920 года как гражданин другого государства.
В январе 1920 года В. Озолса приглашают инструктором в литовскую армию (советником ГШ), в составе которой он сражается против войск Ю. Пилсудского и Л. Желиговского до зимы 1921 года. По окончании боевых действий в Литве летом 1921 года возвращается в Латвию, выйдя в отставку уже из литовской армии.

## Межвоенный период
С 1922 года — фермер, арендатор Лиелплатонского имения. 26 мая 1922 года женился на Анне Рюйтель (Anna Rītele) (с будущей супругой он был знаком со времен совместной деятельности по организации латышских стрелковых батальонов). Потом был аудитором в Министерстве финансов отдела Государственной льняной монополии (уволен с работы 18 мая 1929 года). Активно участвовал в деятельности совета Общества ветеранов латышских стрелков (латыш. Veco latviešu strēlnieku biedrība), курировал издание воспоминаний и работ по истории латышских стрелков. Часто публиковался, описывая проблемы борьбы за свободу. Тем самым в 1920—1930-х годах В. Озолс играл видную роль в политической жизни Латвии.
Он стал одним из руководителей оппозиционного к правящим кругам движения «Рабочий союз», во главе с латышским экономистом профессором Карлисом Балодисом и латышским национальным поэтом Янисом Райнисом, редактировал газету движения «Новый день». 15.12.1932 г. он основал общество кавалеров военного ордена «Лачплесис» и ветеранов освободительной борьбы «Легион», в которое вошли также участники революции 1905 года, бывшие стрелки и отставные военные. В феврале 1933 года легионеры инициировали судебный иск против коррупции в Сейме. Это дало повод властям объявить «Легион» враждебной Латвии организацией и запретить его.
В. Озолс был арестован за участие в антигосударственной организации, которая планирует государственный переворот, и после полугодового заключения (сопровождавшегося рядом эксцессов как в самой тюрьме, так и организованных его сторонниками «на воле») выслан из страны. 06.05.1934 г. при попытке въезда в страну из Эстонии через пограничный пункт Валга-Валка, за девять дней до совершения Улманисом государственного переворота, Озолс был вновь арестован и просидел в Центральной Рижской тюрьме до середины июня 1935 года по подозрению в антигосударственной деятельности. 18 июня 1936 года он был опять выслан из страны, но уже «навечно». Поначалу жил в Тельшяе (Литва), за свободу которой он воевал в начале 1920-х годов. В сентябре переехал жить в Париж, но и там долго не задержался, а 22 ноября отправился в Испанию.

## Гражданская война в Испании
«В 1936 году республиканское правительство Испании пригласило меня в испанскую армию, - писал Озолс. - С тех пор я беспрерывно боролся против режимов Франко, Муссолини и Гитлера. С 1940 по 1945 годы в оккупированной немцами Франции участвовал в движении Сопротивления».
В конце ноября 1936 года зачислен в штат Испанской республиканской армии в чине бригадного генерала, консультантом по стратегическим вопросам при оперативной части генштаба и начальником обучения в тылу. В марте 1937 года арестован по подозрению в связях с франкистами, через полгода освобожден с обновлением стажа и выплатой зарплаты, демобилизован и переселился в Париж.
«Ещё по пути в Испанию, в Париже, Озолс вновь встретился со своим коллегой Оскаром Стиггой, бывшим в то время начальником 3-го отдела Разведупра РККА и занимавшимся военно-технической разведкой. Они вместе прибыли в Валенсию к Яну Берзину, бывшему начальнику Разведупра, а ныне главному военному советнику республиканского правительства Испании, который и рекомендовал зачислить Озолса в народную армию. Сначала его планировали использовать в качестве командира создаваемой латышской бригады. Однако, когда выяснилось, что добровольцев из Латвии по количеству недостаточно для создания отдельной бригады, он в звании бригадного генерала стал работать в штабе интербригад. Вскоре, по беспочвенному обвинению в связях с франкистами, Озолса арестовали сотрудники СИМ (испанской военной контрразведки), однако уже через месяц его оправдали и освободили из-под ареста».
Узнав об участии В. Озолса в гражданской войне в Испании, Кабинет министров Латвии специальным решением от 28.04.1939 г. в дополнение к «вечной» высылке лишает его латвийского гражданства.

## Оперативный псевдоним «Золя»
Особое место среди резидентур Разведупра в Европе во время Второй мировой войны занимала резидентура Озолса (Агентурный псевдоним — «Золя»). Она была создана в конце 1940-го года и существовала сама по себе, не связанная с другими резидентурами и группами ГРУ. Поэтому её не затронули провалы, произошедшие в 1941-1942 годах.
После окончания гражданской войны в Испании В. Озолс обосновался во Франции, поступил там на работу в научно-исследовательское бюро в Париже.
В 1940 году, после вхождения Латвии в состав СССР, он обратился в советское полпредство с просьбой о возвращении. В своём заявлении Вольдемар Озолс писал:
«Я предлагаю все свои силы и знания на работу для пользы нашей Советской Родины и буду работать там и использовать то, что Советские власти найдут нужным».
Но СССР он был необходим в ином качестве, и по просьбе военного атташе во Франции генерал-майора И. А. Суслопарова он остается в Париже. Создает собственную разведывательную сеть, немалую роль в которой играет привлеченный им к сотрудничеству деятель французского Сопротивления 65-летний отставной капитан французской армии Поль Лежандр.
Два года после начала войны (из-за отъезда Суслопарова) он оставался без связи с Центром, который пошёл на контакт с ним по контролируемой гестапо на тот момент линии «Красной капеллы» (о чём Москве было известно, но было решено, в крайнем случае, пожертвовать В. Озолсом ради придания всей дезинформации, исходящей из Центра по этому каналу связи, более «достоверного» вида). В результате подобных «оперативных игр» «Абвера» и ГРУ он и вся его сеть попадают под оперативное наблюдение. Но война уже шла к концу, и сотрудники Абвера также задумывались над своим будущим и не спешили с арестами. В итоге по каналам «Золи» благополучно возвращается в США пленный американский летчик Мозес Гатвуд, сбитый летом 1944 года над Францией и нашедший убежище у членов организации Озолса. В конце 1944 года он сообщил в Управление стратегических служб (УСС) США сведения, из которых следует, что уже в июне 1944 года группа Озолса находилась под контролем гестапо.
После освобождения Франции войсками союзников В. Озолс и П. Лежандр 7 ноября 1944 года были арестованы французской контрразведкой (DST) по обвинению в шпионаже. Но в скором времени, по требованию сотрудника советской военной миссии во Франции полковника Новикова, обоих арестованных отпустили. После освобождения В. Озолс до 17 мая 1945 года оставался в Париже и работал в советском торгпредстве, а потом вместе с женой и приемной дочерью через Марсель и Одессу вернулся в Москву.

## Окончание
В. Озолс отказался от предложенной ему должности преподавателя военной академии и 22 июля 1945 года вернулся в Ригу. Там он с 1 сентября 1945 года работал доцентом на географическом факультете Латвийского государственного университета, и с 1 сентября 1946 года в Рижском педагогическом институте, где преподавал военную географию и геодезию. Написал учебное пособие для вузов: «Теория картографического проецирования» («Kartogrāfisko projekciju teorija»).
Беспартийный пожилой доцент, он не привлекал к себе внимания окружающих и избежал послевоенной чистки.
Вольдемар Озолс скончался от разрыва сердца 5 июня 1949 года на родине отца — в Пиебалге (ныне Цесисский край Латвии), похоронен 9 июня 1949 г. в Риге на кладбище Райниса (участок GXV).
На его счету были несколько боевых наград, тяжелое ранение и отравление боевыми газами, служба в армиях 4-х государств (а также попытка организации вооружённой борьбы от лица советской власти в Латвии, участие в гражданской войне в Испании на стороне республиканцев и французском Сопротивлении в годы Второй мировой войны), участие в 6 войнах, 5 арестов (два смертных приговора), две попытки самоубийства в Центральной Рижской тюрьме, работа на ГРУ ГШ и «под колпаком» у Абвера. К тому же (в отличие от Леопольда Треппера, Анатолия Гуревича и Шандора Радо) В. Озолс не был арестован ни гестапо, ни НКВД по возвращении в СССР. В примечаниях указывается, что его брат был депортирован. Однако такой персоны нет в списках депортированных.

## Награды
- орден Святого Станислава 3-й ст. (ВП от 08.05.1914)
- орден Святого Станислава 2-й ст. с мечами (ВП от 01.02.1916)
- орден Святого Станислава 1-й ст. c мечами
- орден Святой Анны 4-й ст. с надписью «За храбрость»
- орден Святой Анны 3-й ст. с мечами и бантом
- орден Святой Анны 2-й ст. с мечами
- орден Святого Владимира 4-й ст. с мечами и бантом
- орден Святого Георгия 4-й ст. (Пр. по XII-й армии № 161 от 13.02.1917 г.; ПАФ от 28.08.1917).
- латвийский военный орден Лачплесиса 3-й степени (LKOK nr.3/492 в 1921 году за бои под Алуксне и у ст. Алсвики 31.03.1919 г. в должности НШ Северолатвийской бригады).

По числу наград за первую мировую войну входит в число лидеров среди всех выпускников Виленского военного училища.